# Terytorium Nebraski

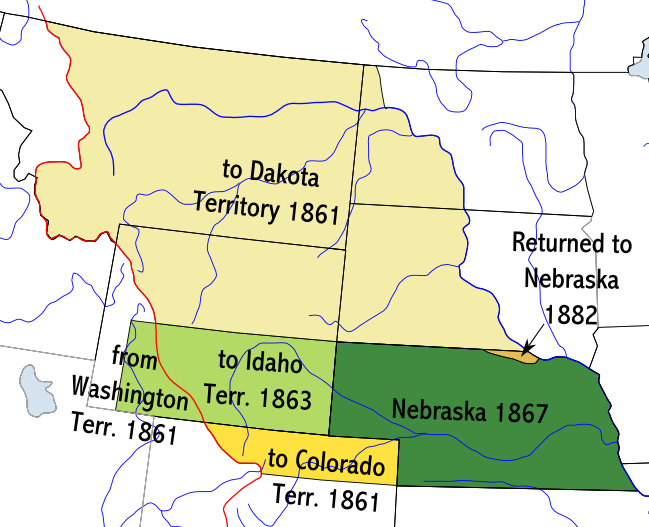
Terytorium Nebraski

Terytorium Nebraski – terytorium zorganizowane USA istniejące od 30 maja 1854 r. do 1 marca 1867 r., powołane do życia w drodze ustawy o Kansas i Nebrasce. Stolicą było Omaha. Większość tego obszaru należała do kolonii Luizjany zakupionej od Francji w 1803 roku.
Obejmowało spory północny fragment Wielkich Równin, dorzecza Missouri i północne Góry Skaliste. Terytorium stopniowo zmniejszało się na rzecz sąsiednich podmiotów administracyjnych:
- 28 lutego 1861 r. Terytorium Kolorado przejęło fragment od 41. równoleżnika na południe i 102. południka na zachód. Dzisiaj znajdują się tam m.in. Fort Collins i Boulder.
- 2 marca 1861 r. powstało Terytorium Dakoty, które przejęło cały obszar na północ od 43. równoleżnika (dziś jest to granica Dakoty Południowej), a także fragment między 43. równoleżnikiem a rzekami Keya Paha i Niobrara, który powrócił do Nebraski w 1882 r. Ta sama ustawa przyłączyła do Nebraski północną część Terytorium Utah i południowo-wschodnią Terytorium Waszyngtonu. Przejęło je Terytorium Wyoming do 41. równoleżnika i 110. południka. Tereny te nie należały do francuskiej Luizjany, lecz do Kraju Oregonu, należącego do USA od 1846 r.
- 3 marca 1863 do Terytorium Idaho przyłączono wszystko na zachód od 104. południka.

W 1866 roku terytorialny parlament uchwalił konstytucję przyszłego stanu. Jednakże zapisane w niej było, że prawo wyborcze przysługiwało wyłącznie wolnym białym mężczyznom. Wstrzymało to wejście do Unii o prawie rok. Ustawa o przyłączenie została zawetowana przez prezydenta Andrew Johnsona. Nowy projekt zobowiązywał do zniesienia rasistowskiej klauzuli. Także została zawetowana przez głowę państwa, lecz sprzeciw przegłosował Kongres Stanów Zjednoczonych.
1 marca 1867 roku Nebraska została przyjęta do USA jako trzydziesty siódmy stan.

## Gubernatorzy
| #  | Gubernator                       | Objął stanowisko     | Zakończył kadencję   | Partia        |
| 1  | Francis Burt                     | 16 października 1854 | 18 października 1854 | Demokratyczna |
| 2  | Thomas B. Cuming (tymczasowo)    | 18 października 1854 | 23 lutego 1855       | Demokratyczna |
| 3  | Mark W. Izard                    | 23 lutego 1855       | 25 października 1857 | Demokratyczna |
| 4  | Thomas B. Cuming (tymczasowo)    | 25 października 1857 | 12 stycznia 1858     | Demokratyczna |
| 5  | William Alexander Richardson     | 12 stycznia 1858     | 5 grudnia 1858       | Demokratyczna |
| 6  | J. Sterling Morton (tymczasowo)  | 5 grudnia 1858       | 2 maja 1859          | Demokratyczna |
| 7  | Samuel W. Black                  | 2 maja 1859          | 24 lutego 1861       | Demokratyczna |
| 8  | J. Sterling Morton (tymczasowo)  | 24 lutego 1861       | 6 marca 1861         | Demokratyczna |
| 9  | Algernon S. Paddock (tymczasowo) | 6 marca 1861         | 15 maja 1861         | Republikańska |
| 10 | Alvin Saunders                   | 15 marca 1861        | 1 maja 1867          | Republikańska |